# Volthe
Volthe (52° 22′ N, 6° 56′ L) é uma cidade dos Países Baixos, na província de Overijssel. Volthe pertence ao município de Dinkelland, e está situada a 6 km, a norte de Oldenzaal.
A área de Volthe, que também inclui as partes periféricas da cidade, bem como a zona rural circundante, tem uma população estimada em 470 habitantes.